# 臺東市第二公有零售市場
22°45′14″N 121°09′21″E / 22.753960°N 121.155837°E
臺東市第二公有零售市場，臺灣臺東縣臺東市的傳統零售市場之一，場址位於臺東市昔日著名的大同戲院正對面，故又名大同市場，由臺東市公所公有零售市場管理所負責管理及營運。

## 沿革
臺東市第二公有零售市場原為臺東市中正路底為臺東港與臺東縣漁會。約莫於1950年代起，此處逐漸形成零售攤販集中區，爾後臺東縣政府為重新整頓，乃提供他處（今大同市場）做為攤販臨時集中區，後移交給臺東市公所整頓和營運，大同公有零售市場於1955年4月10日啟用。
1960年代，臺東市區共有中央市場（今第一公有零售市場）以及大同市場（第二公有零售市場），其中以中央市場為臺東市的主要經濟中心，當時多稱中央市場為「大菜市」，而大同市場為「小菜市」。
大同市場因長年攤位無法滿租而被中央政府列管觀察，為臺東縣境內與大武鄉公有零售市場唯二受政府列入觀察的公有零售市場，臺東縣政府不排除收回大同市場，進行營運轉型的計畫。
2009年行政院經濟部辦理「傳統零售市場更新改善計畫」，臺東縣向經濟部爭取到第一期新臺幣1824萬的經費，對大同市場進行攤台翻修作業。
現今大同市場總攤位32攤，營業中攤位有13攤。

## 圖集

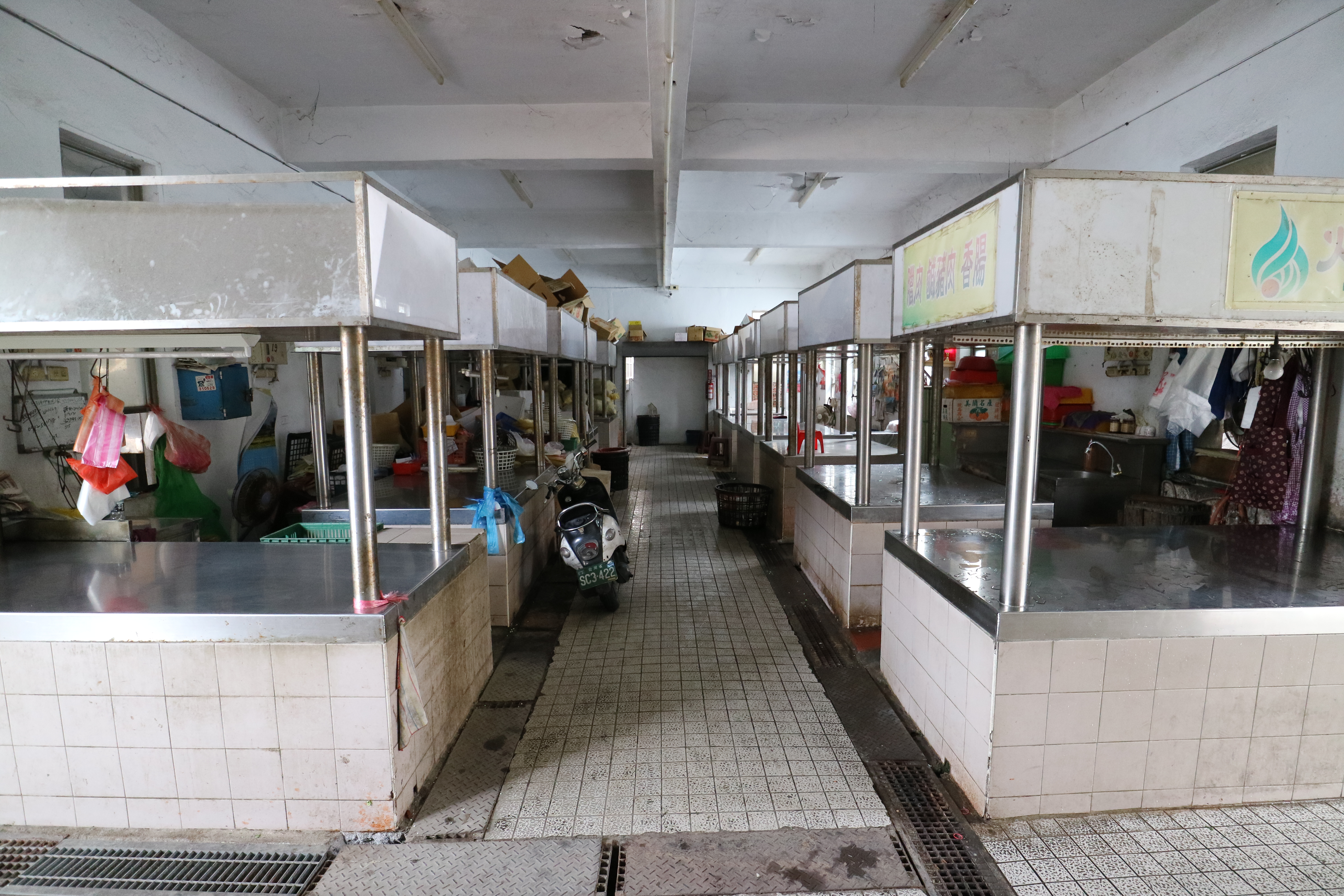
大同市場攤販區內部。
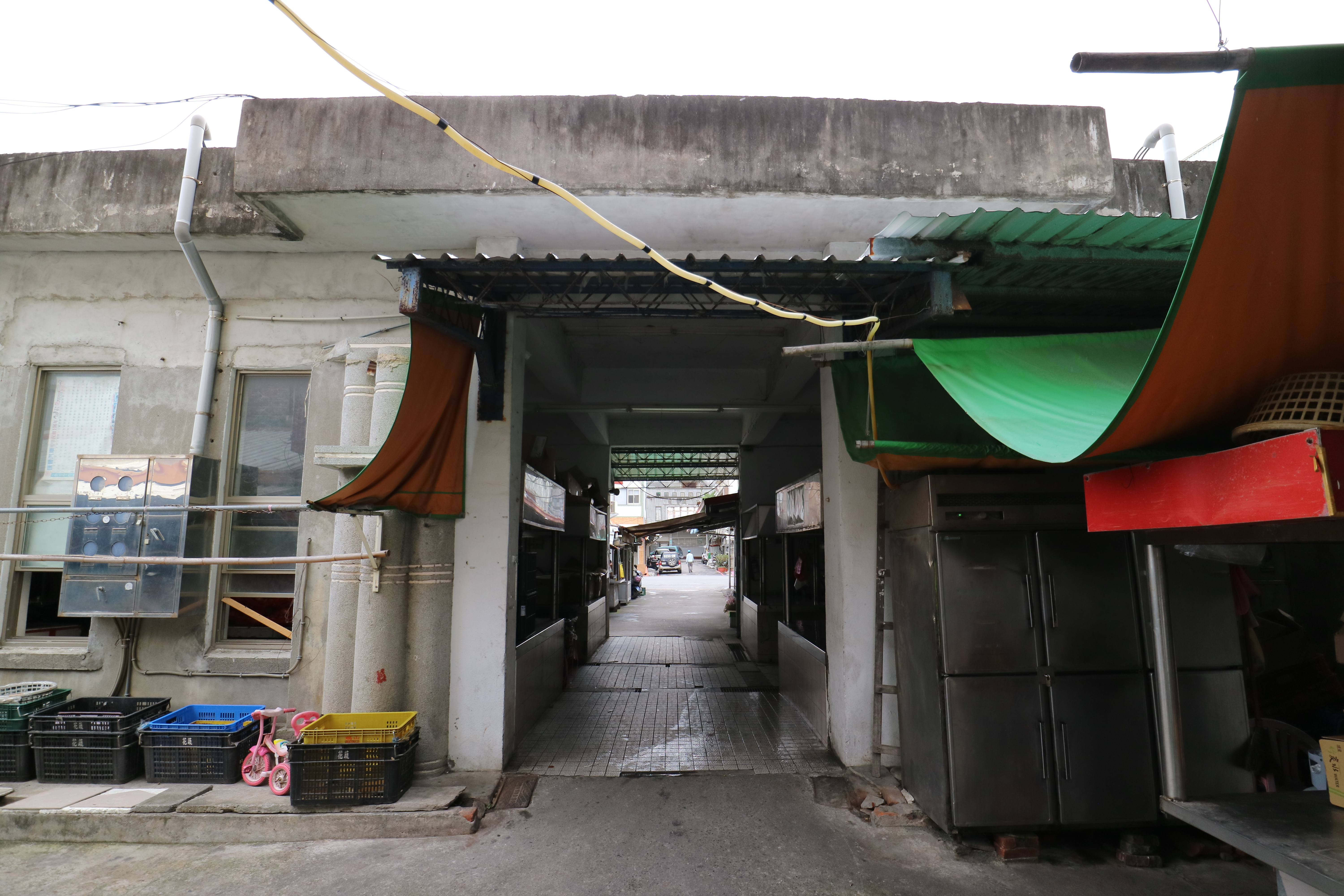
大同市場攤販區中央走廊。
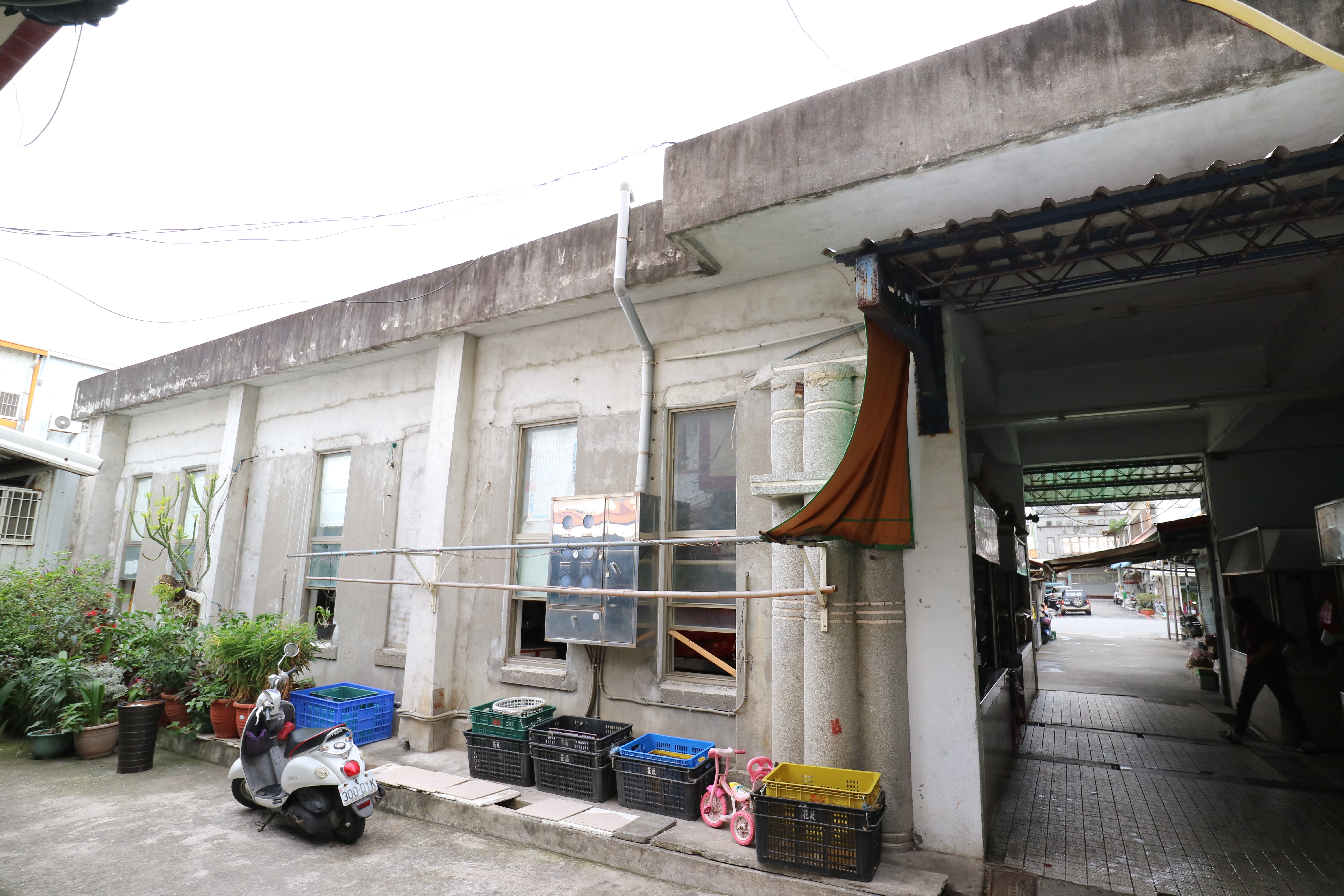
大同市場攤販區外觀。
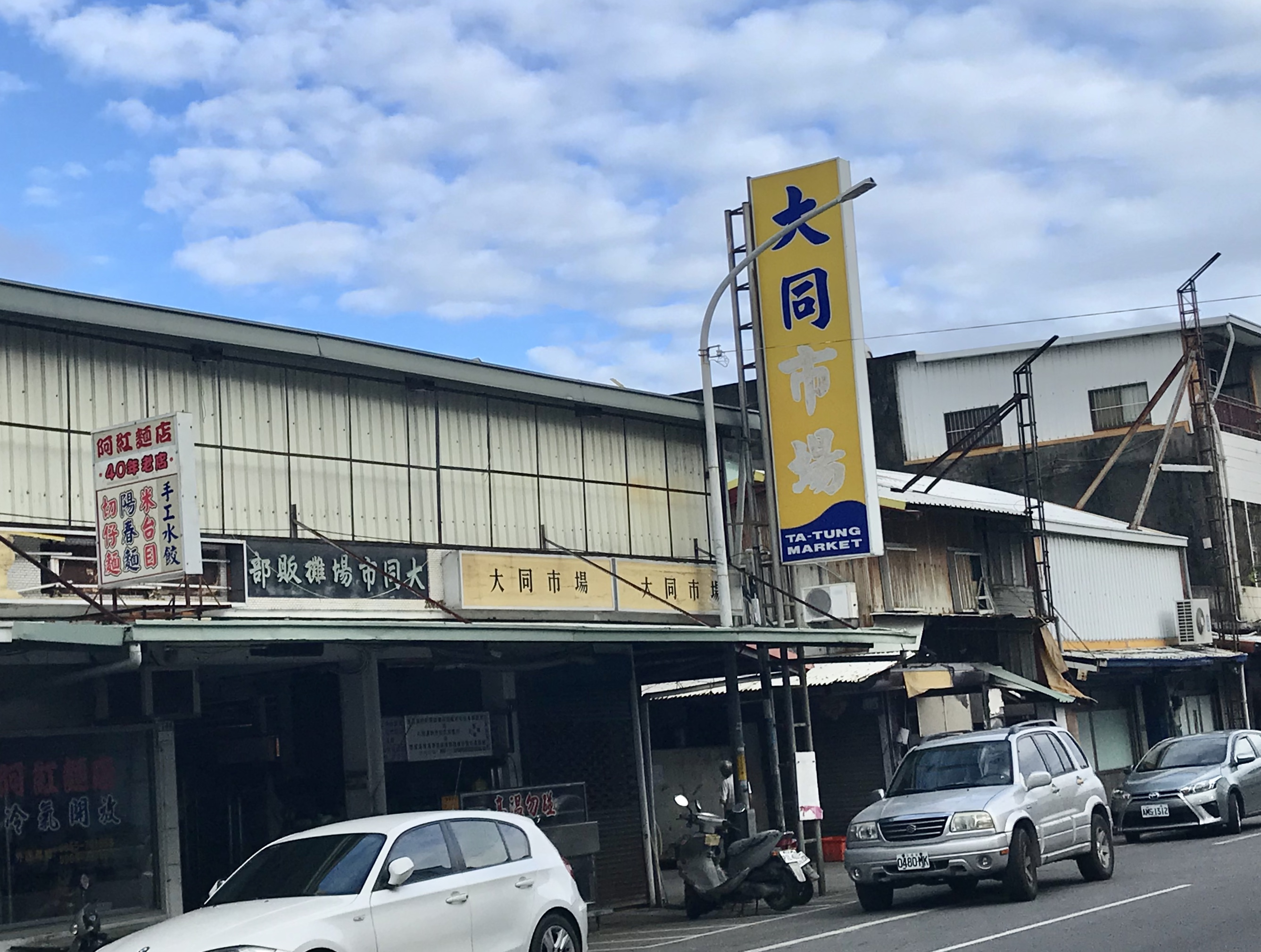
大同市場入口

## 交通

### 公車
- 普悠瑪客運
  - 市區觀光巡迴線中華會館站[9]。

## 鄰近機關
- 衛生福利部臺東醫院
- 交通部公路總局第三養護工程處臺東工務段
- 經濟部水利署第八河川局
- 臺東縣立仁愛國民小學

## 資料來源
1. ↑  . 臺東市公所. 2016-01-21  [2019-01-23]. （原始内容存档于2019-01-31） （中文（臺灣））.
2. ↑  . 臺東縣政府. 2015-04-29  [2019-01-23]. （原始内容存档于2019-01-31） （中文（臺灣））.
3. ↑  . 臺東市公所.   [2019-01-23]. （原始内容存档于2018-03-24） （中文（臺灣））.
4. ↑  施添福. . 臺東縣: 臺東縣政府文化局. 2001年: 頁675. ISBN 9570286873.
5. ↑  . 臺東製造. 2017-01-20  [2019-01-23]. （原始内容存档于2019-01-30） （中文（臺灣））.
6. ↑  張存薇. . 自由時報. 2018-02-03  [2019-01-23]. （原始内容存档于2019-01-30） （中文（臺灣））.
7. ↑  張存薇. . 自由時報. 2017-09-22  [2019-01-23]. （原始内容存档于2019-01-30） （中文（臺灣））.
8. ↑  經濟部中部辦公室. . 臺北市: 經濟部中部辦公室. 2011年: 頁152. ISBN 9789860268010.
9. ↑  . 台東轉運站.   [2019-01-23]. （原始内容存档于2019-01-25） （中文（臺灣））.